# 药物研发
药物研发是指一旦通过药物发现确定了先导化合物，就将一种新的药物推向市场的过程。具體步驟包括对微生物和动物的临床前研究，申请监管機構批准（例如獲得美国食品药品监督管理局批准）後即可為研究性新药启动人体临床试验，之後监管部门批准新药申请，這些流程都通過後，药物才能推向市场 。